# 9monsters

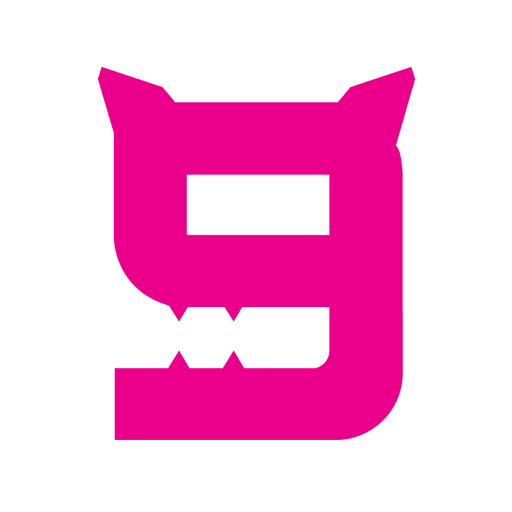

9monsters（ナインモンスターズ）は、LGBTQ＋向けに提供されているソーシャルネットワークアプリケーションである。

## 概要
日本初のLGBTQ向けアプリケーションとして2011年5月よりサービスを開始。
通称は「ナイモン」
日本国内において最大の登録ユーザー数を誇るアプリケーションとして、国内のLGBTQ＋ユーザーの方に広く愛用されている。東アジア中心に海外のユーザーも増えており、2024年12月時点で500万ダウンロードを達成している。
近くにいるユーザーが一覧で表示される「GPSロケーション」機能を中心に、1日限定で特別な画面に表示される「人気ユーザー」機能、すぐに会える人を探せる「ハウリング」機能、自分をもう1人好きな位置における「分身」機能など、出会いをサポートしてくれる機能が多く備わっている。

## ブリーディング機能
ブリーディングスロットと呼ばれるスロットを消費することによって気になる人にアピールできるシステムがブリーディング機能である。ブリーディング機能は9種類のモンスターに分かれており、ブリーディングされるごとに属性が変わっていくのが大きな特徴になる。またブリーディングされるとレベルが上がり人気ユーザーに選ばれる事により他のユーザーの画面に表示されやすくなる。ブリーディング機能の最大の特徴は、相手にタイプを聞かずにタイプが分かるというシステムである。これは他のアプリケーションに見る事のできない画期的な興味深い機能である。

### ９種類のモンスターについて
- バルキーバイソン（BULKY BISON）

特徴：がっちりとしていて骨太、素朴
- ワイルドベア（WILD BEAR）

特徴：体が大きい、体毛が非常に濃い、ガチムチ
- チャビーピギー（CHUBBY PIGGY）

特徴：太目、ぽっちゃり
- マッスルウルフ（MUSCLE WOLF）

特徴：筋肉質、ゲイの王道イケメン、短髪髭
- スポーティーパンサー（SPORTY PANTHER）

特徴：スポーツマンタイプ、細マッチョ、爽やか
- アスリートコング（ATHLETE KONG）

特徴：がっちり、体育会系
- ラブリードッグ（LOVELY DOG）

特徴：かわいくて人懐っこい、犬顔
- クールモンキー（COOL MONKEY）

特徴：明るい雰囲気、猿顔
- スリムキャット（SLIM CAT）

特徴：細い、かわいい雰囲気、若い

## その他の特徴
LGBTQウェブマガジン「GENXY」「newtokyo」などによるニュース配信、Youtube「ナイモンチャンネル」にて配信しているエンタメ動画、LGBTQ＋フレンドリースポットの紹介、イベント開催協賛、ドラマ制作、NPO活動や公的機関からのお知らせなども網羅しており、LGBTQ＋コミュニティには欠かすことのできないソーシャルネットワークアプリとして人気を誇っている。

## コラボ商品

### TENGA
TENGAコラボ9種類
- バルキーバイソン トルネード
- ワイルドベア サンダー
- チャビーピギー ボクシー
- マッスルウルフ シャイニー
- スポーティーパンサー ファーサー
- アスリートコング クレーター
- ラブリードッグ ブラッシュ
- クールモンキー スフィア
- スリムキャット シルキーⅡ